# Tectaria hookeri
Tectaria hookeri är en ormbunkeart som beskrevs av Garth Brownlie.
Tectaria hookeri ingår i släktet Tectaria och familjen Tectariaceae. Inga underarter finns listade i Catalogue of Life.